# Oscar Borgman

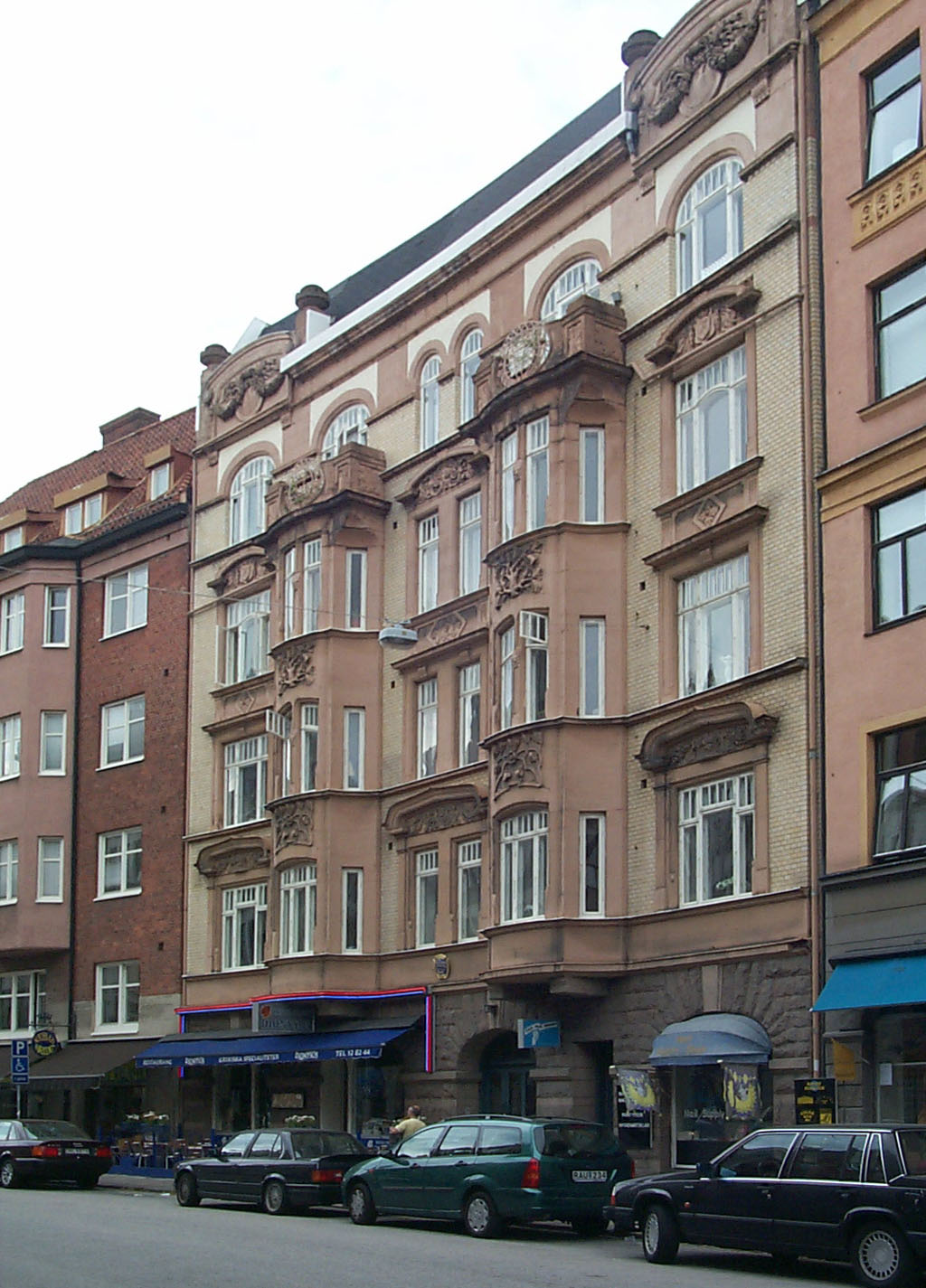
Bostadshus vid Friisgatan, Malmö, ritat av Borgman 1905.

Oscar J. Borgman, född i Malmö 21 juni 1875, född med efternamnet Jönsson, var en svensk arkitekt, verksam i Malmö. Utbildad vid Malmö Tekniska yrkesskola samt Kungl. Kunstgewerbe Museums i Berlin 1900-1902. Medlem i Malmö Byggmästareförening från 1907.
Borgman hade en kort karriär i Malmö i början av 1900-talet och utformade då några få men intressanta jugendbyggnader, bland annat ett stort hus vid Drottningtorget mellan Norra Vallgatan och Husargatan. Flera av Borgmans hus är rivna. 
Omkring 1915 försattes Borgman i konkurs efter misslyckade försök att uppföra bostadshus i egen regi och emigrerade till USA. År 1916 är han upptagen som medlem av "Swedish Engineers' Society of Chicago" och anställd som "Architectural draftsman" på ingenjörsfirman Sargent & Lundys och några år senare hos Standard Forgings Co. Oscar Borgman avled enligt www.familysearch.org den 14 juli 1939 i Chicago.
En kuriositet är att det i Malmös byggbransch vid samma tid fanns en annan Oscar Borgman (byggmästare i Limhamn, född 16 juni 1881, död 21 mars 1940).
Verk i urval:
Kv. Lodet 2, Möllevångsgatan 45, Malmö 1904.
Kv. Dragonen 5, Drottningtorget, Malmö 1904-06.
Kv. Korpen 51, Friisgatan 8, Malmö 1905.
Kv. S:t. Jörgen 9 i Malmö 1906.
Doktor Gilck, Baltzarsgatan 30, Malmö 1906.
Kv. Rosen 8 i Malmö 1910.
Egen byggnad, Mäster Johansgatan 15, Malmö 1910.
Gumaelii Annonsbyrå, St Nygatan 54, Malmö 1911.